# Festival international du film de Thessalonique
Le Festival international du film de Thessalonique (grec moderne : Διεθνές Φεστιβάλ Κινηματογράφου Θεσσαλονίκης) est un festival de cinéma grec se déroulant à l'automne à Thessalonique.

## Histoire

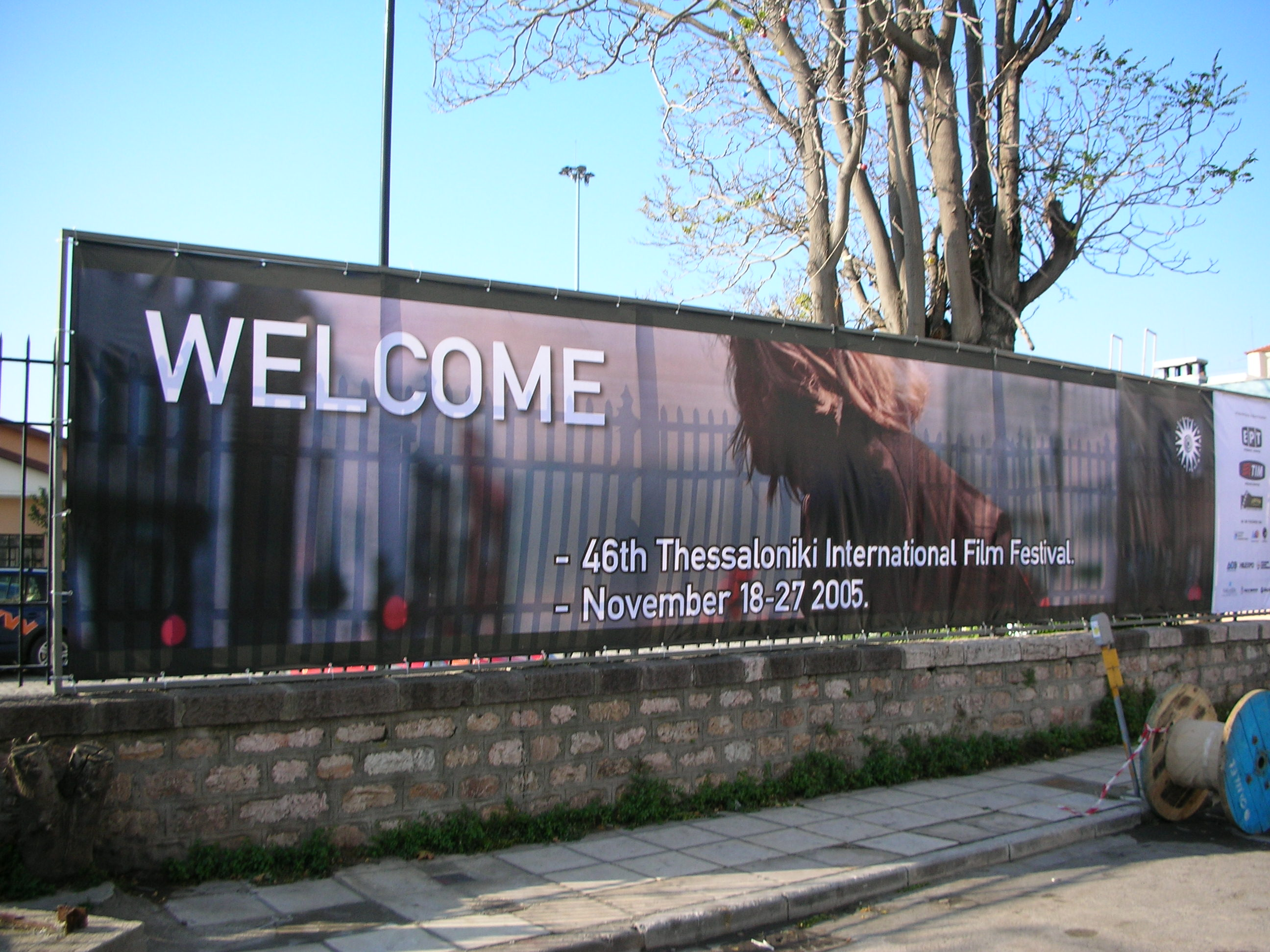
Publicité pour la du festival en 2005

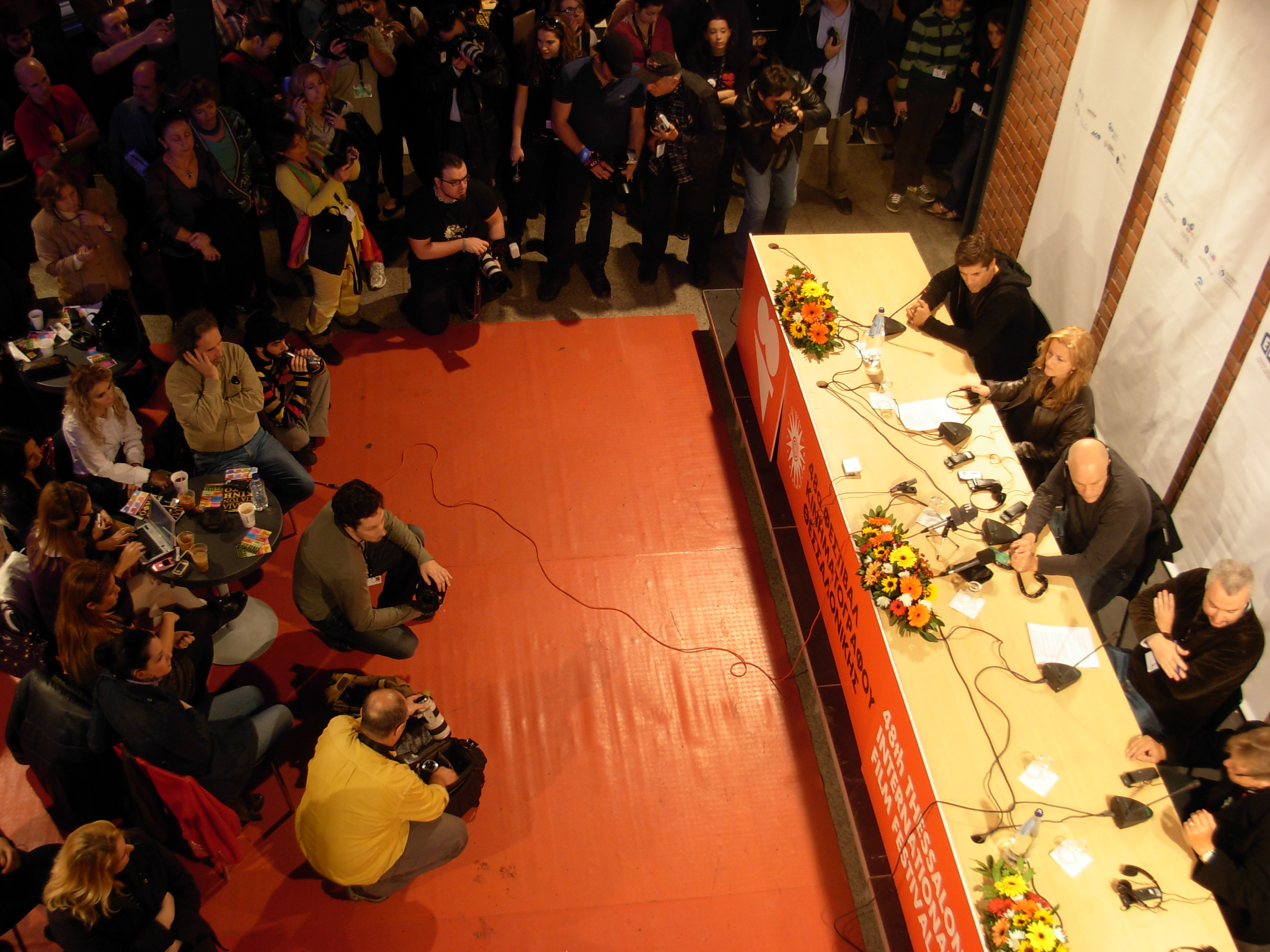
Conférence avec John Malkovich le président du Festival Georges Corraface et la réalisatrice Despina Mouzaki en 2007

Sa fondation remonte à 1960. Il s'appelait alors « Semaine du cinéma grec ». Il devint en 1966 le « Festival du cinéma grec ». En 1992, il prit son nom définitif de « Festival international du film de Thessalonique » avec une section réservée au cinéma grec.
En 1960, le responsable de la cinémathèque de Thessalonique, Pavlos Zannas, réussit à atteindre son but : créer un festival dans la ville. La « Semaine du cinéma grec » se déroula au cours de la foire internationale en octobre. La loi L 4 208 de l'année suivante sur le financement du cinéma grec pérennisa la manifestation. Les nombreux prix (mise en scène, interprétation, techniques ou thématiques) s'accompagnaient de sommes d'argent suffisamment élevées pour permettre le financement d'un nouveau long métrage. C'était cependant à double tranchant : les prix étaient distribués par l'État qui ainsi orientait la production, surtout du temps de la dictature ; ils créaient aussi des tensions entre les cinéastes qui étaient ainsi financés et les autres, souvent ceux du cinéma d'auteur. Les dotations financières disparurent dans les années 1980. En 1960, les primes financières furent fixées à 200 000 drachmes pour le meilleur film ; 150 000 drachmes pour le meilleur producteur ; 50 000 drachmes pour le meilleur court métrage ; 20 000 drachmes chacun pour le meilleur scénario, meilleur réalisateur, meilleure photographie, meilleure musique, meilleur acteur, meilleure actrice ; 10 000 drachmes chacun pour le meilleur acteur dans un second rôle, la meilleure actrice dans un second rôle.
En 1966, Pavlos Zannas avait réussi à transformer la Semaine du cinéma grec, manifestation purement nationale en un festival international. La dictature des colonels mit fin à ses efforts : en 1967, le festival redevint national et Zannas fut emprisonné en 1968. Après une période de contrôle par la dictature (« triomphe » de Non en 1969), le festival devint un lieu d'expression de l'opposition au régime. Ainsi, La Reconstitution (quatre récompenses au festival de 1970) marqua un premier tournant. Lors de l'édition de 1972, le public commença à exprimer sa réprobation du régime. Les films victorieux (Les Fiançailles d'Anna et Jours de 36) furent vus comme des critiques. Les débats houleux lors du festival de 1973 précédèrent de quelques semaines les événements du 17 novembre. La politisation du festival se poursuivit l'année suivante, après la chute des colonels. Au nom de la démocratisation, un « festival populaire » fut évoqué. Le climat resta tendu les deux années suivantes, pour aboutir à une scission en 1977. Cette année-là, deux festivals se tinrent en même temps dans la même ville : le festival officiel boycotté par les professionnels du cinéma et le contre-festival où Vortex ou le Visage de la Méduse fut enfin projeté.
En 1986, la grande loi réorganisant le cinéma grec, à l'initiative de la ministre de la Culture Melina Mercouri, restructura le festival. Cependant, l'année suivante, le public manifesta à nouveau son mécontentement, principalement contre le Centre du cinéma grec, producteur de tous les films du pays. Ses choix furent très contestés. Le festival fut boycotté par vingt-trois réalisateurs grecs en 2009, pour protester contre la politique de financement par le Centre du cinéma grec.

### Direction
Le festival est dirigé depuis avril 2016 par la Française Élise Jalladeau.
Depuis mai 2016 le directeur artistique du festival est Orestis Andreadakis.